# Concho County
Concho County är ett administrativt område i Texas, USA, med 4 087 invånare (2010). Den administrativa huvudorten (County Seat) är Paint Rock.

## Geografi
Enligt United States Census Bureau så har countyt en total area på 2 574 km². 2 567 km² av den arean är land och 8 km² är vatten. 

### Angränsande countyn
- Runnels County - norr
- Coleman County - nordost
- McCulloch County - öster
- Menard County - söder
- Tom Green County - väster